# Pomatoschistus marmoratus
Espèce
Statut de conservation UICN

 LC  : Préoccupation mineure
Le Gobie marbré (Pomatoschistus marmoratus) est une espèce de poissons marins appartenant à la grande famille des gobiidés.